# HINA
ХІНА, або HINA (хорв. Hrvatska izvještajna novinska agencija (Hina) «Хорватське інформаційно-новинне агентство») — хорватське інформаційне агентство з осідком у Загребі.

## Історія
Засноване Законом про ХІНА, який ухвалив Парламент Хорватії 26 липня 1990 р. Першу новину передало 17 серпня 1990.
Новим Законом про ХІНА від жовтня 2001 перетворене на державну установу Республіки Хорватія.
Відповідно до Закону та Статуту, може створювати в країні та за кордоном свої філії — корпункти.

## Діяльність
Діяльність ХІНА полягає у зборі та розсиланні якомога повніших дійсних та об'єктивних відомостей інформаційних агентств про події в Хорватії та світі для потреб ЗМІ та інших учасників суспільного, політичного, культурного та економічного життя. Лише у випадках стихійних лих, епідемій, надзвичайного стану чи війни ця діяльність розглядається як державна служба.
Агентство зобов'язане надавати свої стандартні загальні новини та інформацію усім передплатникам у Республіці Хорватія на рівних умовах.